# Higo
Higo (肥後国, Higo no kuni) était une ancienne province japonaise. Cette province correspond à ce qui est aujourd'hui la préfecture de Kumamoto.
Le château de la région était situé dans la ville de Kumamoto (un autre château se tenait à Minamata). Pendant la période Muromachi, la province était tenue par le clan Kikuchi. Le clan perdit cependant le pouvoir pendant la période Sengoku et la province fut occupée par les seigneurs des provinces voisines (province de Satsuma notamment). Cela dura jusqu'à ce que Toyotomi Hideyoshi n'envahisse Kyūshū. Il donna le contrôle de la province d'abord à Sassa Narimasa puis à Katō Kiyomasa.
Pendant la période Sengoku, Higo était un centre de la religion catholique au Japon. Après une relative tolérance, le christianisme eut beaucoup de mal à s'implanter. Surtout, dès 1614, l'interdiction de la religion poussa les croyants à se cacher. Ce sont les fameux Kirishitan dont il subsiste encore une petite communauté très vieillissante actuellement.
La région eut de nombreux maîtres : 
Le clan Aso avait aussi des fiefs d'une grande importance dans la province pendant le début de la période Sengoku.
Le clan Hetsugi avait des fiefs important dans la province au début de la période Sengoku.
Le clan Sagara est devenu le maître de la province à la fin de la période Sengoku, jusqu'à la prise de pouvoir de Toyotomi Hideyoshi